# Meyrargues
 Meyrargues  es una comuna y población de Francia, en la región de Provenza-Alpes-Costa Azul, departamento de Bocas del Ródano, en el distrito de Aix-en-Provence y cantón de Peyrolles-en-Provence.
Está integrada en la Communauté d’agglomération du Pays d’Aix-en-Provence .

## Demografía[1]
| 892 | 829 | 929 | 962 | 1 035 | 1 030 | 1 125 | 1 098 | 1 020 | 1 143 | 1 354 | 1 296 | 1 117 | 967 | 880 | 939 | 1 005 | 1 021 | 953 | 853 | 772 | 826 | 879 | 810 | 935 | 1 020 | 1 525 | 2 196 | 2 222 | 2 406 | 2 814 | 3 284 | 3 400 | 3 480 |
| Para los censos de 1962 a 1999 la población legal corresponde a la población sin duplicidades (Fuente: INSEE [Consultar]) |     |     |     |       |       |       |       |       |       |       |       |       |     |     |     |       |       |     |     |     |     |     |     |     |       |       |       |       |       |       |       |       |       |

La aglomeración urbana se limita a la propia comuna.